# Arnold Kieffer
Arnold Kieffer (Niederkorn, 30 settembre 1910 – Differdange, 28 giugno 1991) è stato un calciatore lussemburghese, di ruolo centrocampista.

## Carriera

### Club
Ha sempre giocato nel campionato lussemburghese.

### Nazionale
Ha rappresentato la Nazionale del suo paese alle Olimpiadi del 1936.